# Rolla (quadre d'H. Gervex)
Rolla és un quadre del pintor francès Henri Gervex de 1878, oli sobre lli, 175 x 220 centímetres. Representa una escena d'una novel·la en vers d'Alfred de Musset, en la qual el personatge principal, Rolla, abandona en secret la seva amant. L'obra es troba a la col·lecció del Museu d'Orsay de París.

## Mussets 'Rolla
En la pintura del segle XIX, els temes eren sovint manllevats d'obres literàries. Gervex també va trobar inspiració en els llibres dels contemporanis. El seu quadre Rolla es basa directament en una escena de la novel·la homònima en vers de l'escriptor romàntic Alfred de Musset de 1833. El llibre narra la història en cinc capítols del jove Rolla, que, a la Faust, prova el seu sort a la vida, però al final baixa. Estima la bella però civilment virtuosa Marie, que té un doble seductor a la cortesana Marion. Rolla no pot resistir la luxúria i es deixa seduir per la Marion, tot i que en realitat és "massa cara" per a ell. Finalment, al final de la història, mor de verí, turmentat i sense esperança, als braços de Marie.
De Musset era famós per les seves descripcions lliures, sovint eròtiques, d'escenes d'amor. A Rolla destaca la representació en vers de la nit de l'amor, en què el personatge principal comparteix llit amb la Mariona. L'endemà o descriu així:

Allà es va quedar, al costat de la finestra. Ell va mirar

Amb una mirada cansada i somiadora

Fora pels terrats, cap al sol. Però

Ara es va tornar a girar

a la Marie. Ella estava dormint

Esgotat d'amor,

Sense somnis i profund.

És precisament en aquest moment quan Gervex capta Rolla i Marion en el seu quadre.

## Imatge

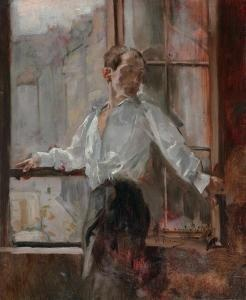
Estudi de Gervex per a Rolla, 1877-1878

Gervex retrata Rolla com un jove dinàmic, al mateix Musset, que ja feia temps que era mort. Està dret al costat d'una finestra oberta i darrere seu París a primera hora del matí. Mira cap enrere a un llit amb dosser on es troba una bella dorment: la Mariona, completament nua, la cama dreta lleugerament aixecada, el braç esquerre al costat del cap i el braç dret al llarg del seu cos. El seu rostre és d'una dolçor de noia, amb la qual també retrata l'enyorança de Rolla per la casta Marie: la clàssica història de la verge i la puta. El bastó entre la roba es pot veure com una metàfora de la còpula.

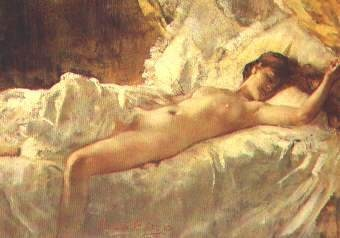
Estudi de Gervex per a Rolla, 1877-1878

Rolla està pintada amb un estil acadèmic, com encara era dominant en la pintura francesa d'aquella època. En aquesta obra Gervex mostra la seva gran perfecció tècnica, tal com va aprendre Corot, sobretot en la representació detallada de la indumentària de Mariona. Aquesta roba, per cert, és d'una opulència inusualment luxosa, cosa que indica que no és una prostituta qualsevol. L'habitació també està plena de luxe. També crida l'atenció la representació simbòlica de la llum. El llum brilla sobre Marion com un halo entre els llençols blancs verges, mentre que Rolla es manté una mica a la foscor. Veu la seva Marie reflectida en Marion. La seva vergonya és gairebé palpable.
La model de la Mariona de Gervex va ser la famosa actriu Ellen Andrée, que en aquell període també posava sovint per a Édouard Manet, i poc després per a Edgar Degas i Pierre-Auguste Renoir. No obstant això, va insistir que algú altre modelés la cara de Marion.

## Recepció
A la primavera de 1878, Gervex va presentar tres obres per a l'exposició al saló de París: Portrait d'E. Paz, Portrait de Madame G. (Madame Gervex mère) i Rolla. Ara és un pintor molt respectat (abans havia guanyat medalles al saló), les seves obres van ser acceptades inicialment immediatament, però just abans de l'exposició Rolla va ser bruscament retirada de la llista per la comissió d'admissions, amb el motiu que seria amoral i desvergonyida. Pel que sembla, el retrat de Gervex de la realitat oculta de la prostitució, com l'Olympia de Manet uns anys abans, era massa directe i massa eròtic.
Després del rebuig del saló, un Gervex indignat va exposar la seva Rolla durant tres mesos a l'aparador d'una botiga de mobles de la Rue de la Chaussee-d'Antin, on després va atreure hordes de gent i va crear un autèntic escàndol. Els diaris n'eren plens i Gervex es faria famós per això. Anys més tard, en una entrevista publicada l'any 1924, recordaria com es va regodejar al veure la 'continua processó' per davant de l'aparador, que clarament havia previst i desitjat.